# 烽火傳媒
烽火傳媒集團有限公司，(港交所除牌時2362.HK)，是在2005年由金澤超分子換取上市，曾經營大眾傳媒、地產、股票投資。
由於發生財政問題，加上出現嚴重虧損，於是出售給第三者股權，更名為金川國際。

## 外部連結
- 前稱金澤超分子科技 WEBB-SITE.COM （页面存档备份，存于）